# Haworthia retusa
Haworthia retusa (укр. Гавортія ретуза, Гавортія притуплена) — вид рослин з роду гавортія (Haworthia) підродини асфоделевих (Asphodelaceae).

## Біологічний опис

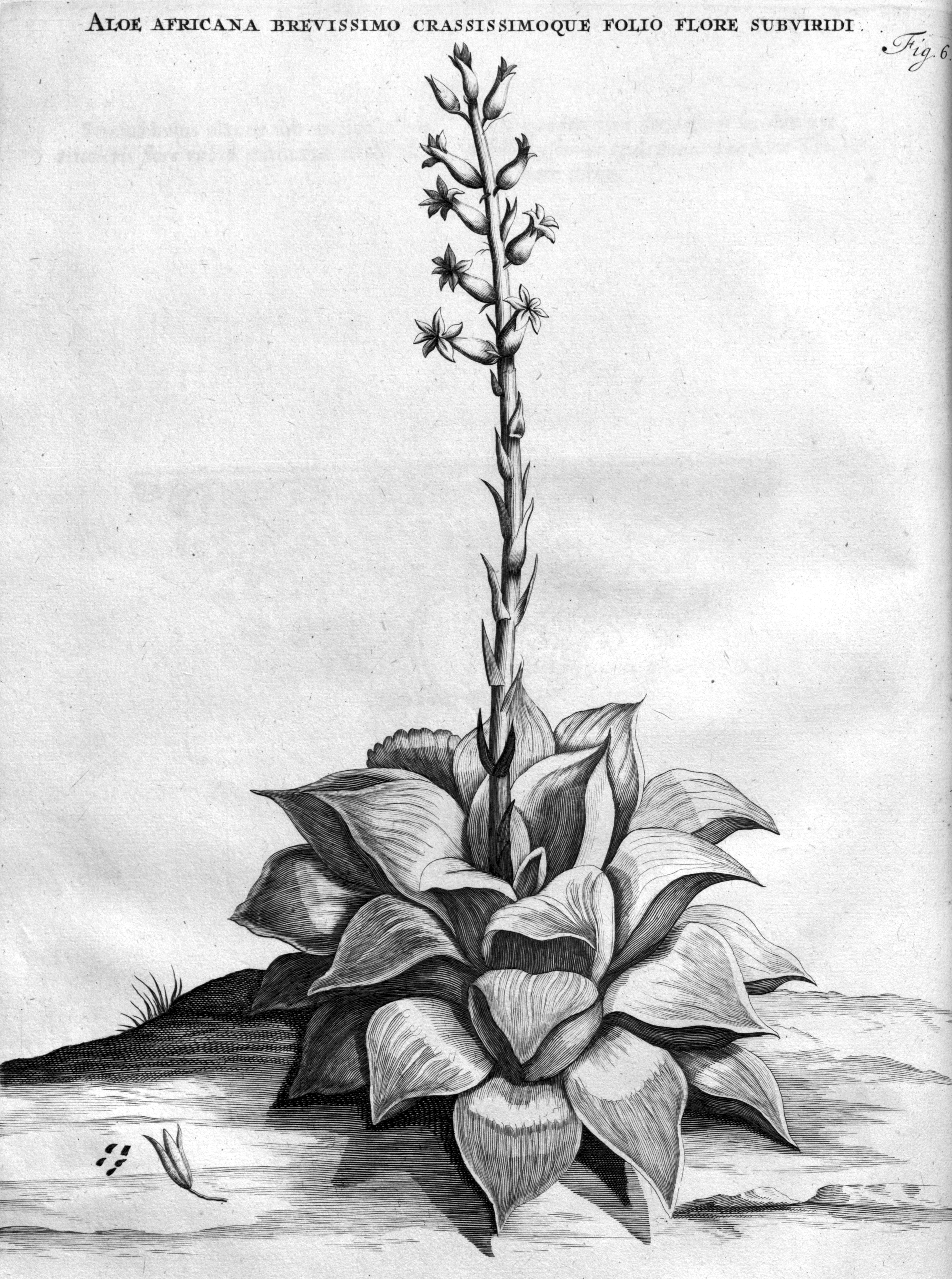
Ілюстрація Haworthia retusa у книзі Яна Коммеліна «Horti Medici Amstelodamensis Rariorum tam Orientalis» 1701 року

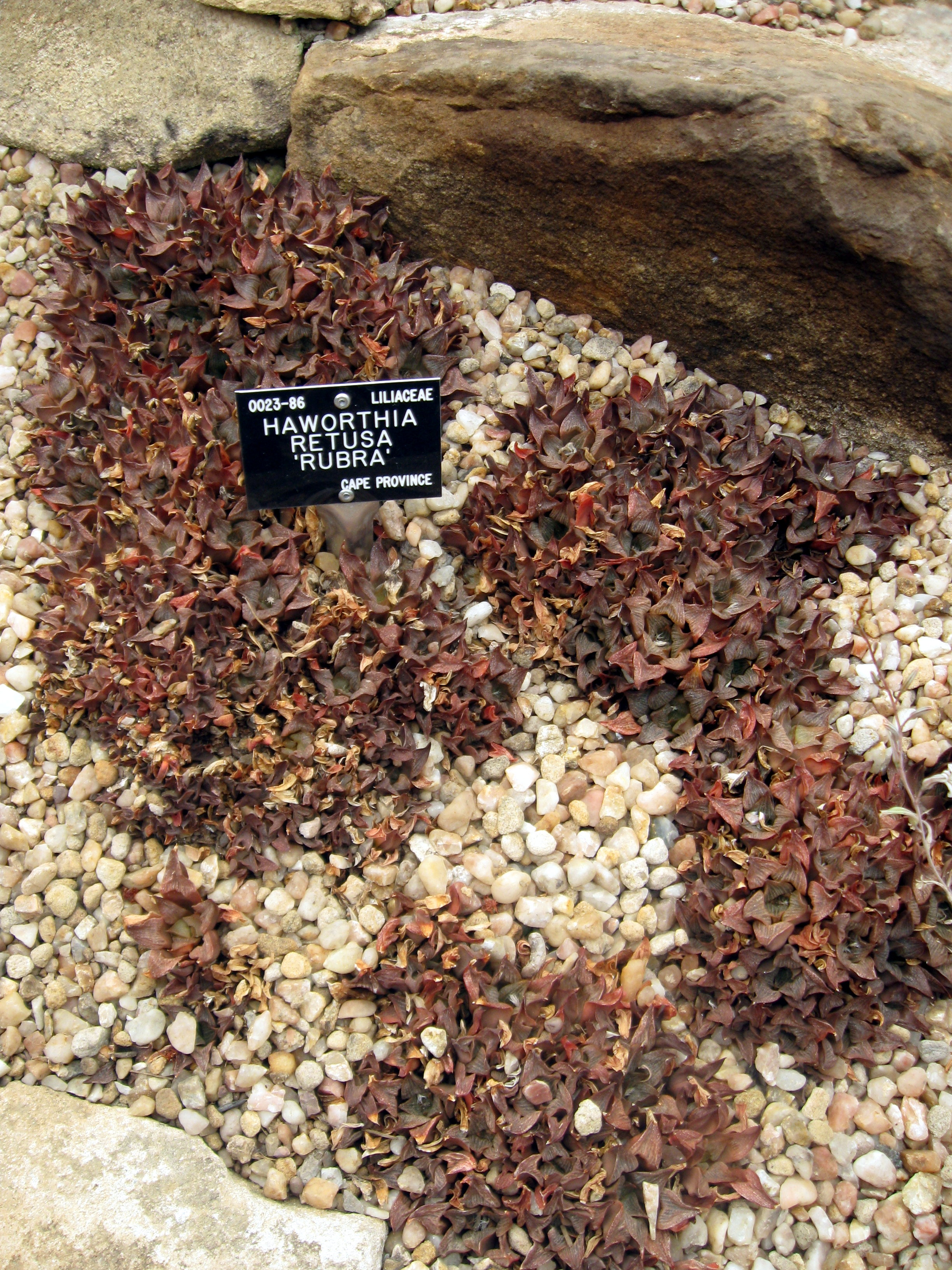
Haworthia retusa форма 'Rubra'

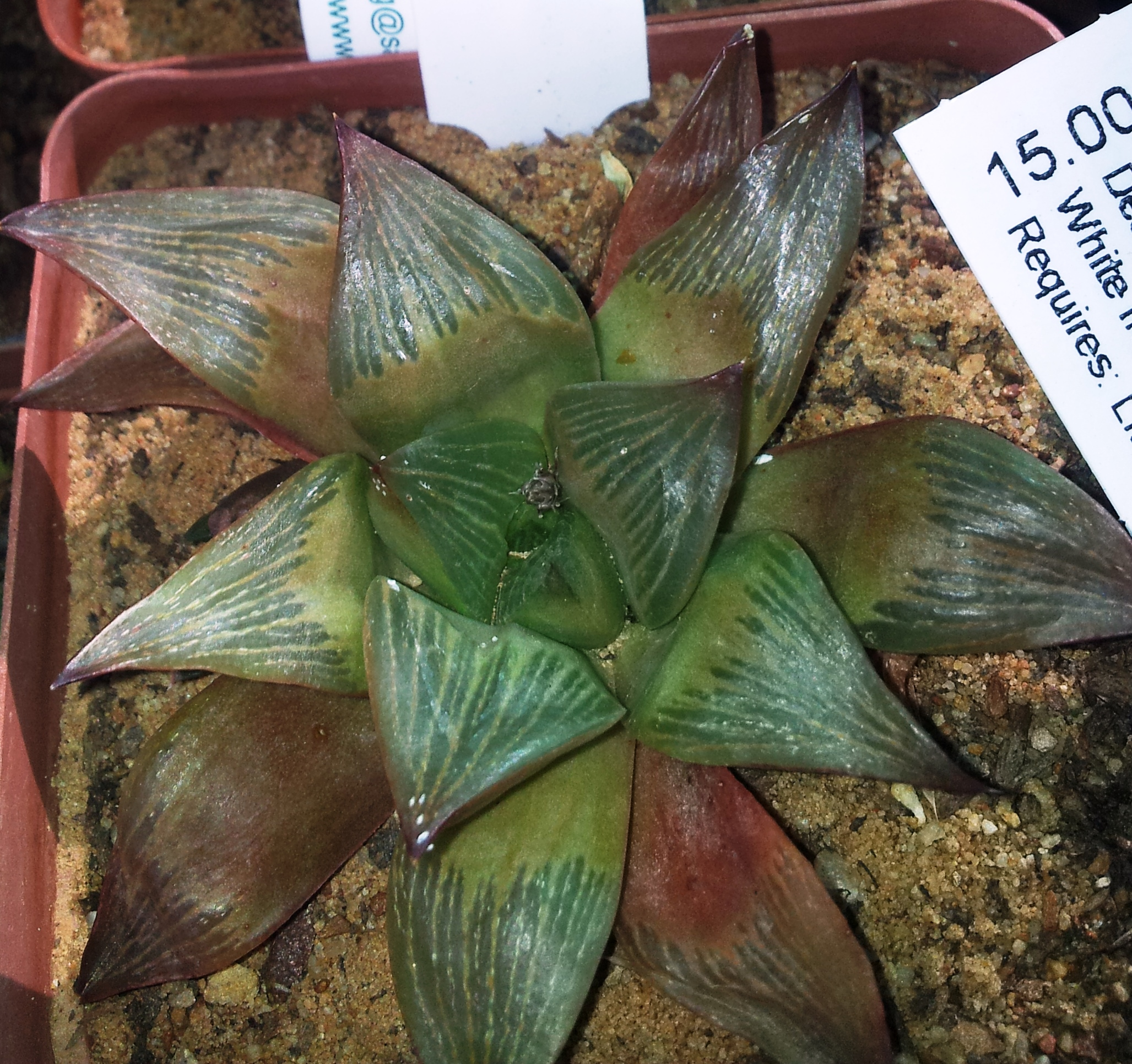
Haworthia retusa в культивуванні

Листовий сукулент, який утворює невеличкі розетки до 9 см в діаметрі. Листки округло-трикутні, з трикутною закругленою верхівкою, завдовжки 3-5 см, завширшки 1-2 см в основі. Забарвлення листя — темно-зелене. Краї листків дрібнозубчасті. На кінцях листя є «віконця», розташовані практично перпендикулярно листу (дана особливість відображена у назві). В основі рясно утворюються дочірні розетки. Квітконіс до 30 см заввишки. Квіти білуваті. Рослина з віком утворює дернини.

## Варитети
- Haworthia retusa var. retusa — зростає в Західній Капській провінції Південноафриканської республіки (гора Яккалскоп (Jakkalskop), Ріверсдейл (Riversdale))[3]
- Haworthia retusa fa. geraldii — зростає в Західній Капській провінції Південноафриканської республіки[4]

## Утримання в культурі
- Температура: Помірна з весни до осені; взимку утримують при 12-15 °С, але непогано переносять також температуру в 6 °C.
- Освітлення: По можливості вибирають південне вікно, влітку притіняють від жаркого сонця. Хавортії потрібне яскраве розсіяне світло.
- Полив: З весни до осені поливають по мірі підсихання ґрунту. Взимку поливають дуже рідко — раз на один-два місяці.
- Пересадка: Навесні в горщик кілька великих розмірів — але тільки коли це дійсно необхідно.
- Розмноження: Насінням. Живці легко вкорінюються. Стеблові, листові черешки або відростки укорінюють навесні або влітку. Перед висадкою черешки підсушують протягом 1-2 днів (великі — 1-2 тижнів).
- Поливають дуже обережно.